# Éder Militão
Éder Gabriel Militão, född 18 januari 1998, är en brasiliansk fotbollsspelare som spelar för Real Madrid.

## Klubbkarriär
Den 14 mars 2019 värvades Militão av Real Madrid, där han skrev på ett sexårskontrakt med start från 1 juli 2019. Militão debuterade i La Liga den 14 september 2019 i en 3–2-vinst över Levante, där han blev inbytt i den 60:e minuten mot Sergio Ramos.

## Landslagskarriär
Militão debuterade för Brasiliens landslag den 11 september 2018 i en 5–0-vinst över El Salvador. I maj 2019 blev han uttagen i Brasiliens trupp till Copa América 2019.
I november 2022 blev Militão uttagen i Brasiliens trupp till VM 2022.

## Meriter

### Real Madrid
- La Liga: 2019/2020, 2021/2022, 2023/2024
- UEFA Champions League: 2021/2022, 2023/2024
- Spanska cupen: 2022/2023
- Spanska supercupen: 2019, 2021, 2023-24
- UEFA Super Cup: 2022, 2024
- Interkontinentala cupen: 2022, 2024